# Funció algebraica
En matemàtiques, una funció algebraica informalment parlant és una funció que satisfà una equació polinòmica els coeficients de la qual són ells mateixos polinomis. Per exemple, una funció algebraica d'una variable x és una solució y d'una equació
{\displaystyle a_{n}(x)y^{n}+a_{n-1}(x)y^{n-1}+\cdots +a_{0}(x)=0}
on els coeficients ai(x) són funcions polinòmiques de x. Una funció que no és algebraica s'anomena funció transcendent.
En termes més precisos, una funció algebraica pot, de fet, no ser una funció, com a mínim, no en el sentit convencional. Considereu per exemple l'equació d'una circumferència:
{\displaystyle y^{2}+x^{2}=1.\,}
Això determina y, excepte el signe:
{\displaystyle y=\pm {\sqrt {1-x^{2}}}.\,}
Tanmateix, es pensa en les dues branques com a pertanyents a la "funció" determinada per l'equació polinòmica. Així una funció algebraica és més natural considerar-la una funció multivaluada.
Una funció algebraica de n variables es defineix de forma similar com la funció y que resol una equació polinòmica en n+ 1 variables:
{\displaystyle p(y,x_{1},x_{2},\dots ,x_{n})=0.\,}
S'assumeix normalment que p hauria de ser un polinomi irreductible. Llavors l'existència d'una funció algebraica queda garantida pel teorema de la funció implícita.
Formalment, una funció algebraica en n variables sobre el cos K és un element de la clausura algebraica del cos de funcions racionals K(x1...,xn). Per entendre les funcions algebraiques com funcions, es fa necessari d'introduir idees sobre superfícies de Riemann o de forma més general sobre varietats algebraiques, i feixos.

## Funcions algebraiques d'una variable

### Introducció i visió de conjunt
La definició informal d'una funció algebraica proporciona un cert nombre de claus sobre les seves propietats. Per adquirir una comprensió intuïtiva, pot ser útil considerar les funcions algebraiques com funcions que es poden formar amb les operacions algebraiques habituals: addició, multiplicació, divisió, i càlcul d'arrels enèsimes. Naturalment, això és alguna mena de simplificació; degut al casus irreducibilis (i més generalment del Teorema fonamental de la teoria de Galois), les funcions algebraiques no totes s'expressen per radicals.
Primer, fixeu-vos que qualsevol polinomi és una funció algebraica, ja que els polinomis són simplement les solucions de y a l'equació
{\displaystyle y-p(x)=0.\,}
Més generalment, qualsevol funció racional és algebraica, en ser la solució de
{\displaystyle q(x)y-p(x)=0\implies y={\frac {p(x)}{q(x)}}.}
A més, l'arrel n de qualsevol polinomi és una funció algebraica, que resol l'equació
{\displaystyle y^{n}-p(x)=0\implies y={\sqrt[{n}]{p(x)}}.}
Sorprenentment, la funció inversa d'una funció algebraica és una funció algebraica. Suposant que y és una solució de
{\displaystyle a_{n}(x)y^{n}+\cdots +a_{0}(x),}
per a cada valor de x, llavors x és també una solució d'aquesta equació per a cada valor de y. En efecte, intercanviant els papers de x i y i agrupant termes,
{\displaystyle b_{m}(y)x^{m}+b_{m-1}(y)x^{m-1}+\cdots +b_{0}(y)=0.}
Escrivint x com a funció de y dona la funció inversa, també una funció algebraica.
Tanmateix, no totes les funcions tenen una inversa. Per exemple y = x ² no passa la prova de línia horitzontal: no és una funció injectiva. La inversa és la "funció" algebraica {\displaystyle x=\pm {\sqrt {y}}}. En aquest sentit, les funcions algebraiques sovint no són autèntiques funcions, però en canvi són funcions multivaluades.
Una altra manera d'entendre això, que esdevindrà important més tard a l'article, és que una funció algebraica és la gràfica d'una corba algebraica.

### El paper dels nombres complexos
D'una perspectiva algebraica, els nombres complexos apareixen de forma bastant natural en l'estudi de funcions algebraiques. Primer de tot, pel teorema fonamental de l'àlgebra, els nombres complexos són un cos algebraicament tancat. Per això qualsevol relació polinòmica
p(y, x) = 0
queda garantit que té com a mínim una solució (i en general un cert nombre de solucions que no excedeix el grau de pàg. en x) per y en cada punt x, a condició que permetem y assumir complex així com valors reals. Així, es poden de manera segura minimitzar problemes per fer amb el camp d'una funció algebraica.

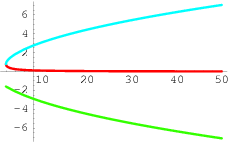
Un gràfic de tres branques de la funció algebraica y, on y ^{3} − xy + 1 = 0, en el domini 3/2^{2/3} < x < 50.

A més, fins i tot si l'interes final és en funcions algebraiques reals, pot no haver-hi cap mitjà adequat d'expressar la funció d'e forma senzilla sense recórrer a nombres complexos (vegeu casus irreducibilis). Per exemple, considerant la funció algebraica determinada per l'equació
{\displaystyle y^{3}-xy+1=0.\,}
Fent servir la fórmula de la solució de l'equació de tercer grau, una solució és (la corba vermella de la imatge)
{\displaystyle y=-{\frac {(1+i{\sqrt {3}})x}{2^{2/3}{\sqrt[{3}]{729-108x^{3}}}}}-{\frac {(1-i{\sqrt {3}}){\sqrt[{3}]{-27+{\sqrt {729-108x^{3}}}}}}{6{\sqrt[{3}]{2}}}}.}
No hi ha cap manera d'expressar aquesta funció en termes només de nombres reals (tret que es facin servir funcions trigonomètriques), tot i que la funció que resulta té la seva imatge en el conjunt dels reals en el domini del gràfic que es mostra.
En un nivell teòric més significatiu, fer servir nombres complexos permet utilitzar les tècniques de l'anàlisi complexa per parlar de funcions algebraiques. En particular, es pot utilitzar el principi de l'argument per demostrar que qualsevol funció algebraica és de fet una funció analítica, com a mínim en el sentit de funció multi-valuada.
Formalment, sia p(x,y) un polinomi complex en les variables complexes x i y. Suposant que
x0 ∈ C és tal que el polinomi p(x0y) de y té n zeros diferents. Es demostrrarà que la funció algebraica és analítica en un veïnat (matemàtiques) de x 0. S'escull un sistema de n discs no-encavalcant-se Δi que continguin cada un d'aquests zeros. Llavors pel principi de l'argument
{\displaystyle {\frac {1}{2\pi i}}\oint _{\partial \Delta _{i}}{\frac {p_{y}(x_{0},y)}{p(x_{0},y)}}\,dy=1.}
Per continuïtat, això també es compleix per a tot x en un veïnat de x 0. En particular p(x,y) té només una arrel en Δi, donada pel teorema del residu:
{\displaystyle f_{i}(x)={\frac {1}{2\pi i}}\oint _{\partial \Delta _{i}}y{\frac {p_{y}(x,y)}{p(x,y)}}\,dy}
que és una funció analítica.

### Monodromia
Fixeu-vos que la demostració anterior d'analicitat obté una expressió per a un sistema de n elements de funció diferents fi(x), a condició que x no sigui un punt crític de p (x, y). Un punt crític és un punt on el nombre de zeros diferents és més petit que el grau de p, i això ocorre només on el terme de grau més alt de p s'anul·la, i on el discriminant s'anul·la. Per això només hi ha una quantitat finita de punts d'aquests c1..., cm.
Una anàlisi detallada de les propietats dels elements de la funció f i a prop dels punts crítics es pot fer servir per demostrar que el recobriment monodromic les ramificat en els punts crítics (i possiblement el punt de l'infinit). Així la funció entera associada a fi té en el pitjor cas pols algebraics i bifurcacions algebraiques ordinàries als punts crítics.
Fixeu-vos que, fora dels punts crítics, es té
{\displaystyle p(x,y)=a_{n}(x)(y-f_{1}(x))(y-f_{2}(x))\cdots (y-f_{n}(x))}
ja que fi són per definició els diferents zeros de p. El grup monodromic actua permutant els factors, i així forma la representació monodromica del grup de Galois de p.

## Història
Les idees al voltant de les funcions algebraiques es remunten com a mínim fins a René Descartes. El primer lloc on es tracta sobre funcions algebraiques sembla haver estat en Un Assaig en els Principis de Coneixement Humà de Edward Waring el 1794 en el qual escriu:
sia una quantitat que denota l'ordenada, una funció algebraica de l'abscissa x, pels mètodes comuns de divisió i extracció d'arrels, redueixis a una sèrie infinita ascendent o descendent segons les dimensions de x, i llavors trobis la integral de cada un dels termes resultants.